# Michał Kazimierz Ogiński
Michał Kazimierz Ogiński, ou Michel-Casimir Ogiński en français, né vers 1730 à Varsovie et mort le 31 mai 1800 à Varsovie,, est un aristocrate polonais et représentant des Lumières.
D’une ancienne et illustre famille lituanienne, Ogiński, après s’être distingué dans la carrière des armes et avoir rempli diverses fonctions civiles, fut élevé à la dignité de grand-général de la république des Deux Nations. Possesseur d’une fortune immense, il en faisait un noble usage : les savants, les artistes renommés de tous les pays étaient parfaitement accueillis dans son château de Słonim, qui était aussi le rendez-vous de la haute noblesse. Il passait ainsi des jours tranquilles et heureux, lorsqu’en 1771, l’invasion russe devint imminente. Placé à la tête de la confédération de Bar en Lituanie pour repousser l’ennemi, il obtint d’abord de brillants succès, mais il essuya ensuite des revers et resta en butte au ressentiment de la Russie. Tous ses biens furent confisqués et lui-même, forcé de s’expatrier, ne put rentrer dans sa patrie qu’en 1776, après le premier partage de la Pologne.
Un canal creusé aux frais d’Ogiński, dont il porte le nom, lui donnait des droits à la reconnaissance de ses compatriotes car il était d’une grande utilité au commerce intérieur en ouvrant une communication de la mer Baltique à la mer Noire par la jonction de deux rivières la Niémen et la Dniepr.
Non seulement Ogiński protégeait les arts, mais il les cultivait lui-même, s’adonnant avec succès au dessin, à la peinture et surtout à la musique ; il jouait de plusieurs instruments. L’Encyclopédie, à laquelle il a fourni l’article sur la harpe, lui attribue l’invention des pédales de cet instrument. On trouve de lui dans les Chefs-d’œuvre des théâtres étrangers, une comédie en cinq actes, intitulée : la Fête du jour du nom, traduite du polonais par Gustave de Baer.
Retiré des affaires publiques, il vécut dans la retraite jusqu’à sa mort. Sans héritier direct, il avait assuré par un contrat de vente, à son neveu Michał Kleofas Ogiński, les biens qu’il possédait, et qui étaient encore très considérables, malgré les pertes que les événements politiques lui avaient fait subir.